# 仇鸞
仇鸞（？—1552年），字伯翔。陝西鎮原（今屬甘肅）人。继承祖父仇钺爵位咸宁侯。
任甘肅總兵，被曾銑彈劾。後投靠嚴嵩。嘉靖二十九年（1550年）俺答汗入侵京師，仇鸞任平虏大将军，出擊鞑靼，讳败冒功。加太子太保，總督京營戎政。楊繼盛彈劾仇鸞，被貶官。仇鸞與嚴嵩爭權，嘉靖三十一年（1552年），陸炳揭發仇鸞不法之事，明世宗收其大將軍印，八月，仇鸞病死。乙亥，戮仇鸞屍，傳首九邊。一說仇鸾是洪钟之子洪澄之女婿。